# Virginia Velasco Condori
Virginia Velasco Condori (Caicoma, Bolivia; 11 de octubre de 1980) es una abogada y política boliviana que desde el 3 de noviembre de 2020 es senadora por el departamento de La Paz por el Movimiento al Socialismo. Durante la administración de Evo Morales, ejerció como la sexta Ministra de Justicia y Transparencia Institucional y directora de la Unidad de Gestión Social del Ministerio de la Presidencia de Bolivia.

## Biografía
Virginia Velasco nació el 11 de octubre de 1980 en la localidad de Caicoma en el municipio de Laja de la provincia de los Andes en el departamento de La Paz. Comenzó sus estudios escolares en 1986, saliendo bachiller el año 1997. Posteriormente, continuó con sus estudios superiores, ingresando a la carrera de Derecho de la Universidad Salesiana de Bolivia, titulándose como abogada de profesión el año 2014. 
Durante su vida laboral, Velasco se desempeñó como abogada en el ejercicio libre, incursionando en varios ámbitos de la profesión siendo defensora de los derechos de las mujeres indígenas.
Fue posesionada como ministra de Justicia por el presidente Evo Morales Ayma el año 2015, ejerciendo el cargo hasta el año 2017, momento en que fue sucedida por Héctor Arce Zaconeta. En su gestión como ministra de Justicia, Virginia Velasco promovió una serie de políticas de inclusión en la justicia, así como cambios sustanciales en la justicia Boliviana, destacándose durante su gestión la cumbre de justicia realizada el 10 de junio de 2016 en la ciudad de Sucre.